# 113. spaningsflygdivisionen
113. spaningsflygdivisionen även känd som Sigurd Gul var en spaningsflygdivision inom svenska flygvapnet som verkade i olika former åren 1942–1976. Divisionen var baserad på Skavsta flygplats i Nyköpings garnison.

## Historik
Sigurd Gul var 3. divisionen vid Södermanlands flygflottilj (F 11), eller 113. spaningsflygdivisionen inom Flygvapnet. Divisionen bildades 1942, och var fullt operativ i krigsorganisationen från den 1 juli 1942. 
Från 1954 började divisionen beväpnas med S 29 Tunnan, och blev tillsammans med 112. spaningsflygdivisionen (Sigurd Blå) och 211. spaningsflygdivisionen (Urban Röd) vid F 21, de sista operativa stridsflygdivisionerna i Flygvapnet som flög med Saab 29 Tunnan. Åren 1965–1966 omskolades 113. spaningsflygdivisionen till S 35E Draken. Divisionen var tillsammans med 112. spaningsflygdivisionen (Sigurd Blå) de två divisioner vid F 11 som aldrig kom att beväpnas med S 32C Lansen. Något som kännetecknades vid flottiljen genom att de så kallade "Lansen-divisionerna" betecknades som "Kalle", medan "Draken-divisionerna" betecknades "Sigurd". Sigurd som är den nittonde bokstaven i bokstaveringsalfabetet skulle teoretiskt tilldelats F 19. Då den flottiljen inte förekom som flottiljbeteckning, mer än till den Svenska frivilligflottiljen i Finland som verkade åren 1939–1940, kom "Sigurd" att användas vid både 112. spaningsflygdivisionen och 113. spaningsflygdivisionen. Något som underlättades för att särskilja divisionens flygplantyp från S 32.
År 1975 antog riksdagens förslag om att upplösa och avveckla Södermanlands flygflottilj (F 11) den 30 juni 1980. Flygverksamheten vid flottiljen skulle samtidigt upphöra senast den 30 juni 1979. 113. spaningsflygdivisionen upplöstes och avvecklades tillsammans med 115. spaningsflygdivisionen (Kalle Svart) den 30 september 1976. Från den 1 oktober 1976 kom delar av personalstyrkan från de två divisionerna att överföras till den nya 131. spaningsflygdivisionen (Martin Röd) vid Bråvalla flygflottilj (F 13). Där 131. jaktflygdivisionen (Martin Röd) omorganiserades från jakt till spaning. 

## Materiel vid förbandet
Spaningsflygplan

- 1942–1943: B 3 Junkers
- 1941–1945: S 16 Caproni
- 1945–1946: B 3 Junkers
- 1947–1961: S 14 Fieseler
- 1945–1949: J 9 Seversky
- 1946–1959: S 18A
- 1948–1955: S 31 Spitfire
- 1953–1955: S 28B Vampire
- 1954–1966: S 29C Tunnan
- 1965–1979: S 35E Draken

## Förbandschefer
Divisionschefer vid 113. spaningsflygdivisionen (Sigurd Gul) åren 1941–1976.

- 1941–195?: ???
- 195?–195?: Gösta ”Luffarn” Lundström
- 195?–197?: ???
- 197?–1975: Ulf Sveding
- 1976–1976: Åke Olofsson

## Anropssignal, beteckning och förläggningsort
| Sigurd Gul | 1942-??-?? | – | 1976-09-30 |

| 113. spaningsflygdivisionen | 1942-??-?? | – | 1976-09-30 |

| Skavsta flygplats (F) | 1942-??-?? | – | 1976-09-30 |

## Galleri

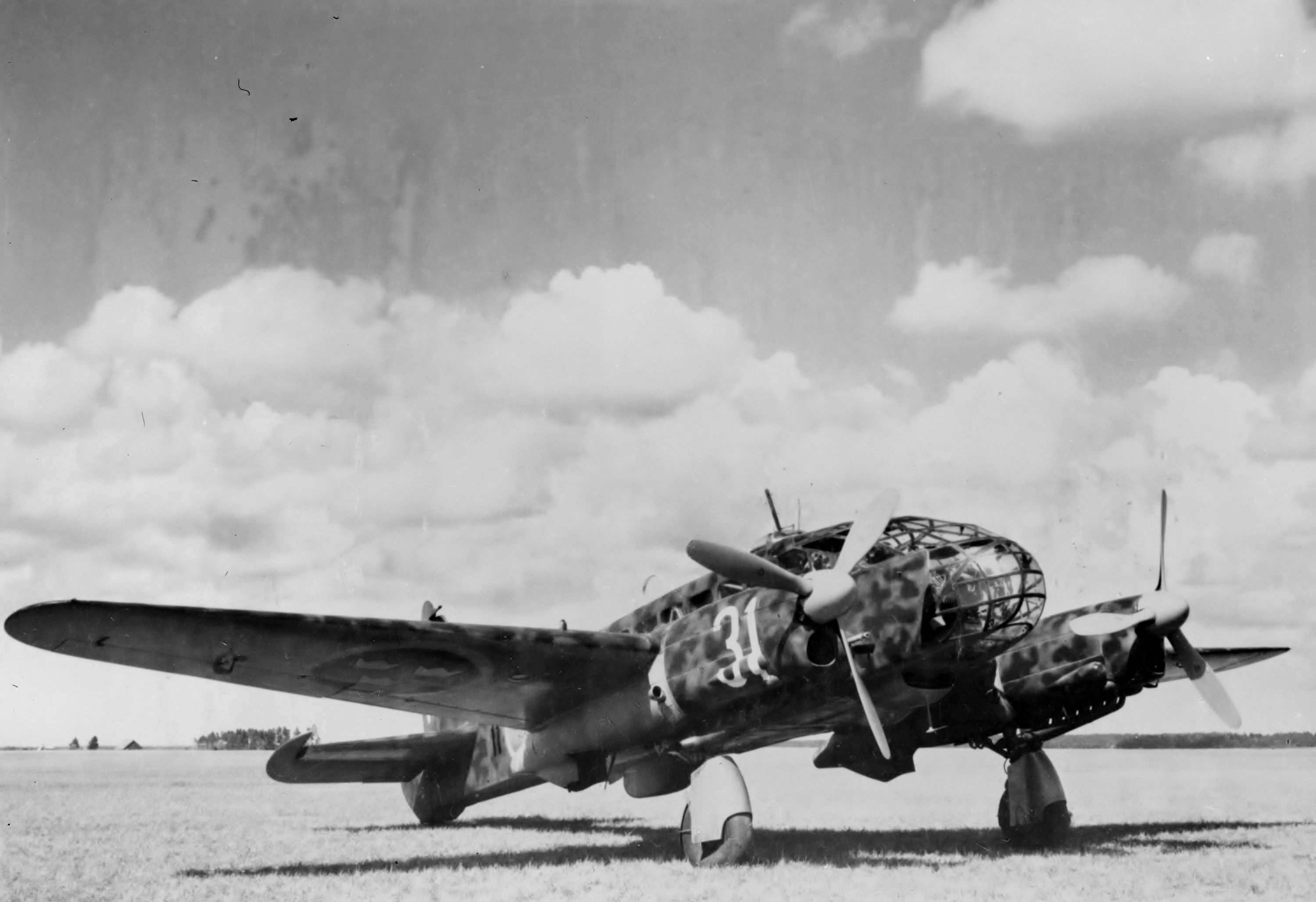
S 16 Caproni (1942–1945)
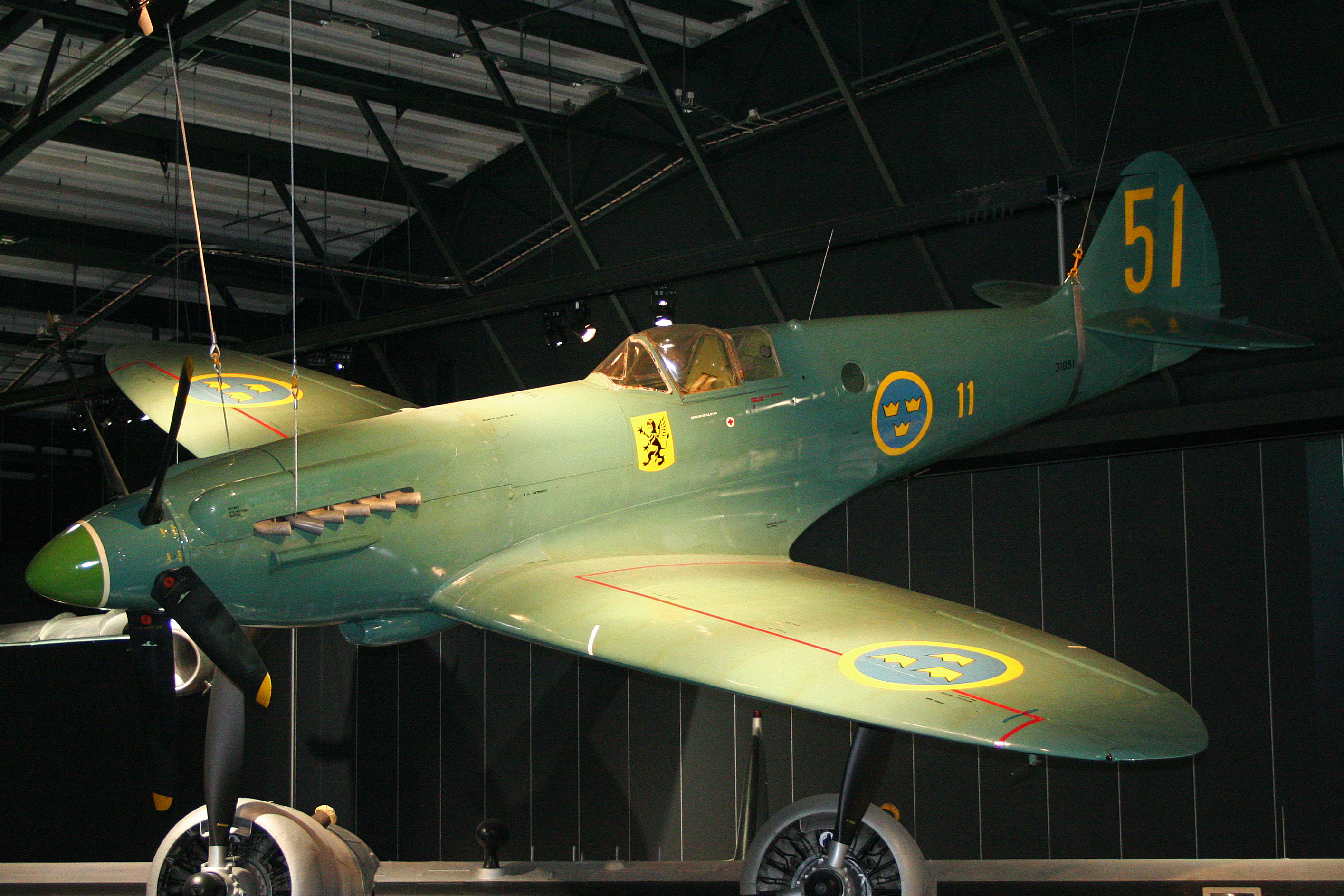
S 31 Spitfire (1949–1955)
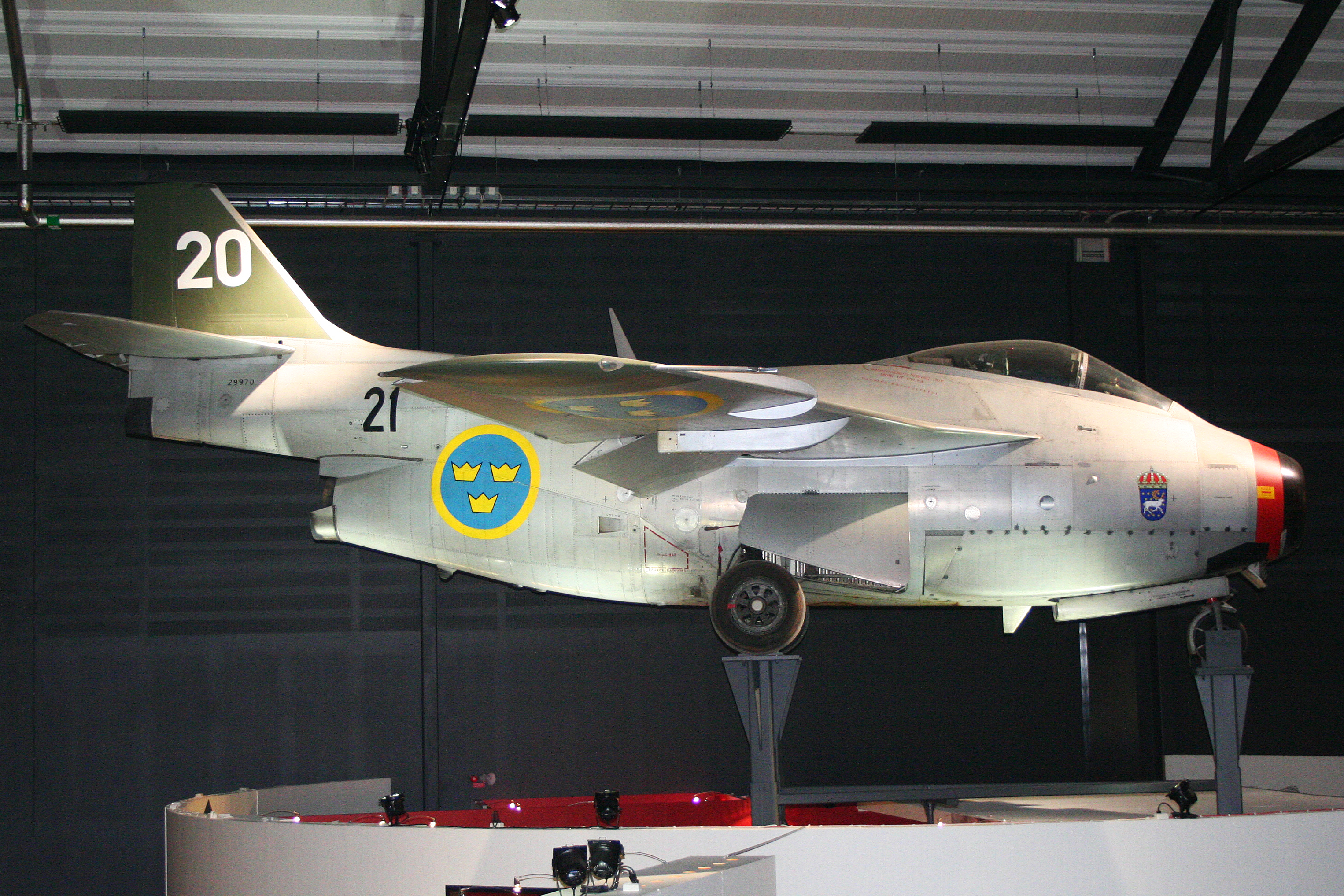
S 29 Tunnan (1954–1966)
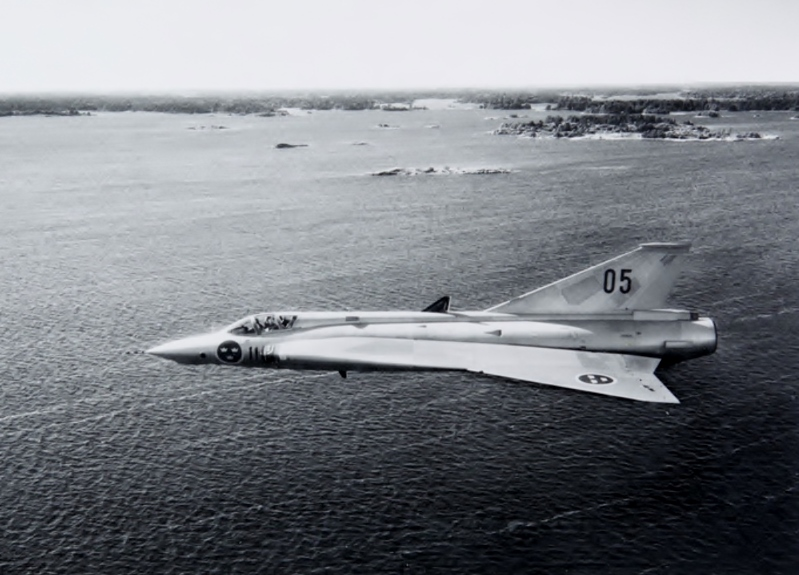
S 35E Draken (1966–1976)